# Osiris (revue)
Pour les articles homonymes, voir Osiris (homonymie).
Osiris est une revue académique annuelle à comité de lecture couvrant la recherche en histoire des sciences. George Sarton a supervisé la publication de quinze numéros allant de la fondation du journal en 1936 à 1968. En 1985, l’History of Science Society a relancé le journal et l'a publié chaque année depuis (bien qu'aucun numéro n'ait paru en 1991). Il est maintenant publié par l'University of Chicago Press. 

## Histoire
Fondé en 1936 par George Sarton, alors conférencier (puis professeur) à l'université Harvard et par l’History of Science Society, Osiris est une revue scientifique à comité de lecture consacrée à l'histoire des sciences, de la médecine et des technologies. Elle a été créée dans le but de publier des articles plus longs qui ne convenaient pas à sa publication partenaire, Isis. 